# ラアス・アル＝ハイマ
ラアス・アル＝ハイマ（raʾs al-ḫaimah）は、アラブ首長国連邦を構成する首長国のひとつ。同連邦の北東端にあり、北部はオマーンの飛び地のムサンダム半島に接する。

## 概要
主要都市は、首都であるラアス・アル＝ハイマ。都市人口は19万1753人（2007年）。
ラアス・アル＝ハイマ国際空港がある。
かつてはペルシャ湾の貿易に従事する海運国だった。現在では農耕を主産業とし、ナツメヤシや野菜や果物を生産する。1972年、他の連邦構成国の中で遅れて最後に連邦に加入した。
ドバイから約130kmという地の利を生かしてラアス・アル＝ハイマ自由貿易ゾーン（RAKEZ）が設けられ、 経済発展が見込まれている。

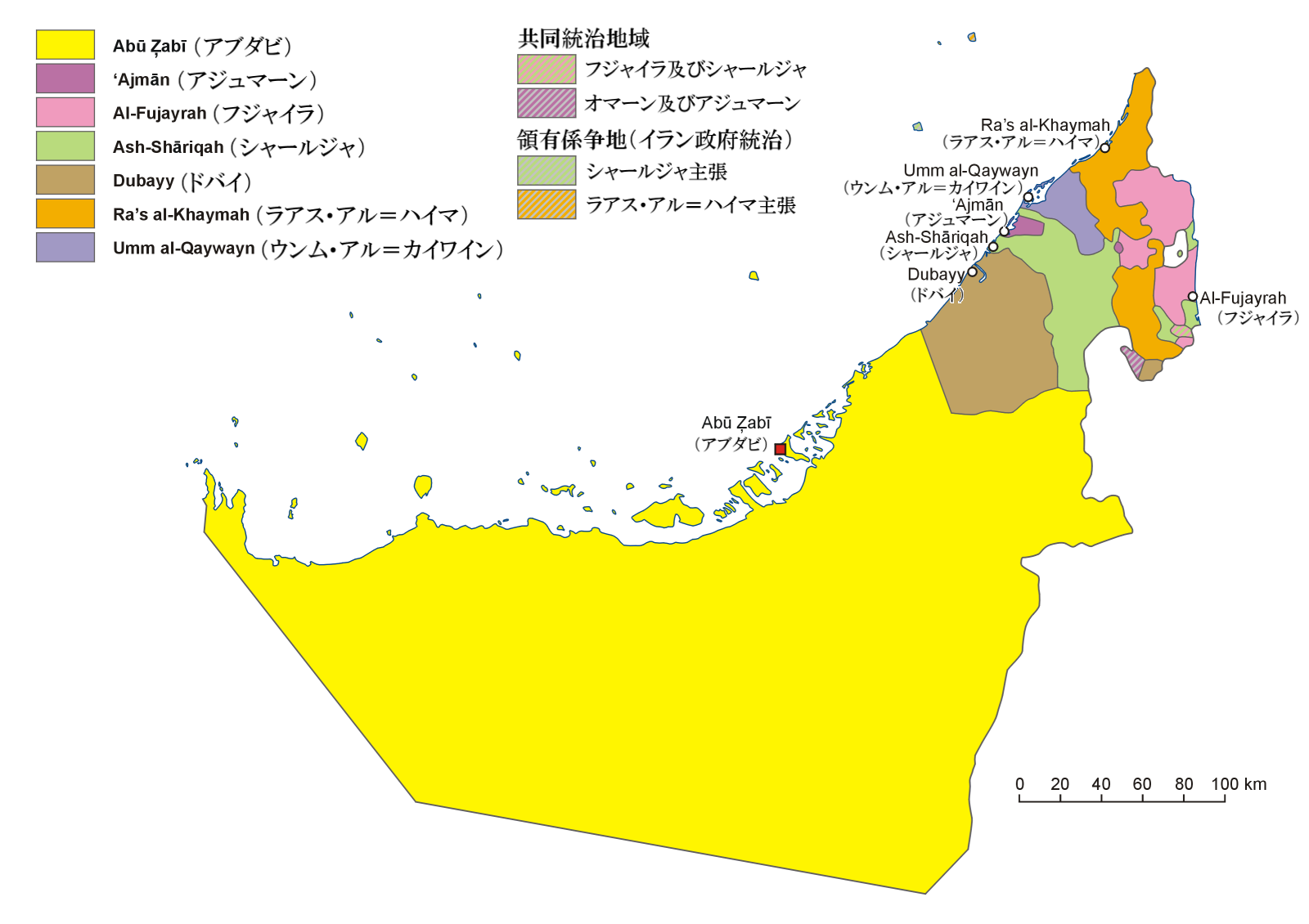
アラブ首長国連邦の各首長国

12月の平均気温は摂氏16度～25度、7月は30度～40度だが、夏季は50度に達することもあり、湿度も高い。冬季に雷雨を伴う降雨が稀にある。
石油を産出しないため、経済は連邦予算に依存するところがあるが、漁業・農業のほか、不動産・観光・建築資材（セメント）・ハイテクなどの産業もある。交通手段として鉄道は無く、低料金のバスに加え、国内と近隣連邦諸国へタクシーの利用が盛んである。

## 隣接行政区画
- ムサンダム特別行政区
- フジャイラ
- シャールジャ
- ウンム・アル＝カイワイン

### 飛び地
- ブライミ特別行政区
- フジャイラ
- シャールジャ

## 参照
1. ↑  http://www.worldstatesmen.org/United_Arab_Emirates.html#al-Khaimah